# Повіт Камеда
Пові́т Каме́да (яп. 亀田郡, かめだぐん, МФА: [kameda guɴ]) — повіт в Японії, в окрузі Осіма префектури Хоккайдо.